# Квятковский, Владимир Станиславович
Влади́мир Станисла́вович Квятко́вский (13 [25] апреля 1892, Воронцово, Рязанская губерния — 1982, Москва) — советский механик и инженер-гидроэнергетик, специалист в области гидравлических машин; один из основоположников советского гидротурбостроения. Доктор технических наук, профессор. Лауреат Сталинской премии и Государственной премии СССР.

## Биография
Владимир Станиславович Квятковский родился 13 (25) апреля 1892 года на Воронцовском хуторе (позднее — посёлок Воронцово) Тумской волости Касимовского уезда Рязанской губернии, в семье лесничего государственных лесов.
В 1920 году с отличием окончил механический факультет МВТУ имени Н. Э. Баумана и получил диплом инженера-механика по гидромашинам. После этого он поступил на работу инженером в конструкторское бюро московского завода имени М. И. Калинина. Уже в 1921 году под руководством В. С. Квятковского была спроектирована и изготовлена первая в Советской России гидротурбина мощностью 50 кВт, предназначенная для Ярополецкой ГЭС. Вскоре В. С. Квятковский стал начальником заводского конструкторского бюро и возглавлял его более десяти лет; свою деятельность в бюро он совмещал эту работу с преподаванием в МВТУ имени Н. Э. Баумана.
В 1935 году В. С. Квятковского пригласили во Всесоюзный институт гидромашин (ВИГМ) на должность заместителя директора по научной работе. ВИГМ являлся головным институтом советского гидротурбостроения, и Квятковский возглавил в нём работы по созданию крупных эффективных отечественных гидротурбин, особо актуальные в связи с развёртыванием в СССР масштабного гидроэнергетического строительства на Верхней Волге, Днепре и Дону.
В 1946 году В. С. Квятковский, являвшийся уже признанным лидером московской гидротурбинной школы, основал на только что образованном гидроэнергетическом факультете (ГЭФ) Московского энергетического института кафедру Гидравлических машин (в 1959 году кафедру с расформированного ГЭФа передали на энергомашиностроительный факультет). Заведующим этой кафедрой Квятковский оставался до 1974 года, когда, находясь уже в преклонном возрасте, передал должность заведующего в руки своего ученика — профессора Г. В. Викторова, а сам перешёл на должность профессора. В 1952 году кафедра стала выпускающей, а первый выпуск специалистов состоялся в 1957 году; всего кафедрой до 1982 года было подготовлено более 1500 инженеров, которые работали преимущественно в научно-исследовательских организациях и конструкторских бюро заводов.
В МЭИ В. С. Квятковский поставил и читал на трёх факультетах основной курс по гидротурбинам, руководил работой аспирантов. При кафедре Гидравлических машин была создана научно-исследовательская лаборатория по гидротурбинам и насосам, в которой под руководством Квятковского велись экспериментальные и теоретические исследования рабочих процессов диагональных гидротурбин, обратимых диагональных гидромашин и диагональных насосов.
Помимо науки и преподавания, серьёзным увлечением В. С. Квятковского были шахматы. В течение многих лет он был постоянным членом шахматного клуба Москвы и регулярно его посещал; играл в шахматы Квятковский на уровне шахматиста первого разряда.
Был дважды женат; второй его женой была известная шахматистка О. В. Морачевская.
Скончался В. С. Квятковский в 1982 году. Похоронен на Введенском кладбище (25 уч.).

## Научная деятельность
В. С. Квятковский был одним из основоположников советского гидротурбостроения, виднейшим специалистом в области теории, проектирования и исследования рабочего процесса гидротурбин.
Ещё в 1922 году В. С. Квятковский в журнале «Вестник металлопромышленности» (№ 3 и 4) опубликовал большую статью «Турбина Каплана», которая стала первой публикацией на русском языке о выдающемся изобретении австрийского профессора В. Каплана — осевой поворотно-лопастной гидротурбине с новой схемой изогнутой отсасывающей трубы. Квятковский указал на ряд преимуществ этой турбины по сравнению с ранее известными радиально-осевыми турбинами и на широкие перспективы применения поворотно-лопастных гидротурбин в условиях России. Вскоре В. С. Квятковский возглавил конструкторское бюро московского завода имени М. И. Калинина, на котором с 1926 года было организовано производство гидротурбин малой и средней мощности. Под руководством В. С. Квятковского в 1928 году на заводе была спроектирована и изготовлена первая в СССР высоконапорная горизонтальная радиально-осевая гидротурбина мощностью 1650 кВт при напоре 110 м, в 1930 году — четыре вертикальные спиральные гидротурбины мощностью по 3300 кВт, а в 1934 году — рекордные в то время по напору радиально-осевые гидротурбины для Канакерской ГЭС мощностью 1100 кВт.
Работая во ВИГМе, В. С. Квятковский создал там и возглавил лабораторию гидротурбин, в которой проводились уникальные по глубине и объёму экспериментальные исследования рабочего процесса реактивных гидротурбин. Материалы данных исследований использовались в ходе проектирования и производства гидротурбин для большого количества гидроэлектростанций и нашли отражение в двух монографиях Квятковского, изданных в 1951 и 1952 годах (за эти работы, оказавшие большое влияние на развитие гидротурбостроения, Квятковскому была присвоена учёная степень доктора технических наук). Под руководством В. С. Квятковского во ВИГМе в 1930-е годы были развёрнуты теоретические и опытно-конструкторские работы в области малой гидроэнергетики; в результате началось производство первых отечественных автоматизированных микроГЭС. Значительное внимание Квятковский уделял разработке методов и принципов построения единой номенклатуры реактивных гидротурбин (в особенности малых и средних), и в 1948 году проведённая им и его сотрудниками большая комплексная работа была удостоена Сталинской премии.
После организации в МЭИ кафедры Гидравлических машин Квятковский стал формировать в МЭИ — параллельно с ВИГМом — новый гидротурбинный центр. На свою кафедру он пригласил из ВИГМа ведущих работников: М. М. Орахелашвили, Б. Э. Глезерова, А. Н. Машина. Под их руководством при кафедре начиная с 1948 года создаётся лаборатория гидротурбин, сразу же включившаяся в научно-исследовательские работы по наладке рабочих органов гидротурбин строившихся крупнейших ГЭС: Каховской, Куйбышевской, Сталинградской и других.
В 1950 году В. С. Квятковским было получено авторское свидетельство № 88906 «Реактивная (радиальная или диагональная) поворотно-лопастная гидротурбина двойного регулирования». Это было изобретением мирового уровня, которое на многие годы вперёд определило основное содержание и направление научно-исследовательской деятельности и самого Квятковского, и всей кафедры Гидравлических машин. Благодаря научному авторитету Квятковского диагональные гидротурбины нового типа были внедрены на Бухтарминской ГЭС мощностью 77 МВт (1965 год), Зейской ГЭС мощностью 220 МВт (1975 год, шесть агрегатов), Колымской ГЭС мощностью 184 МВт (1979 год, четыре агрегата), Андижанской ГЭС мощностью 36,5 МВт (1981 год, два агрегата).
В. С. Квятковским написано свыше 60 научных работ. Под его научным руководством было подготовлено около 50 кандидатов наук, часть из которых впоследствии защитили докторские диссертации.

### Публикации
- Квятковский В. С., Щапов Н. М., Орахелашвили М. М. и др. . Малые гидротурбины / Под ред. В. С. Квятковского. — М.: Машгиз, 1950. — 268 с.
- Квятковский В. С. . Рабочий процесс осевой гидротурбины. Ч. I. Исследование потоков в осевых гидротурбинах. — М.: Машгиз, 1951. — 158 с. — (Труды ВИГМ, вып. 14).
- Квятковский В. С. . Рабочий процесс осевой гидротурбины. Ч. II. О способах гидравлического расчёта лопастей осевых гидротурбин. — М.: Машгиз, 1952. — 141 с. — (Труды ВИГМ, вып. 15).
- Ковалёв Н. Н., Квятковский В. С. . Гидротурбиностроение в СССР. — М.—Л.: Госэнергоиздат, 1957. — 152 с.
- Квятковский В. С. . Диагональные гидротурбины. — М.: Машиностроение, 1971. — 208 с.

## Награды и премии
- Орден Ленина (1972)[24]
- Орден Красной Звезды (1945)[24]
- Орден «Знак Почёта» (1946)[24]
- Медаль «За доблестный труд в Великой Отечественной войне 1941—1945 гг.»[источник не указан 3051 день]
- Медаль «В память 800-летия Москвы»[источник не указан 3051 день]
- Медаль «За доблестный труд. В ознаменование 100-летия со дня рождения В. И. Ленина»[источник не указан 3051 день]
- Сталинская премия третьей степени (1946) — за усовершенствование и унификацию малых гидротурбин и внедрение их в производство (в составе коллектива, руководитель работ)[25]
- Государственная премия СССР (1980) — за определяющий вклад в создание мощных диагональных турбин[21]
- Почётное звание «Заслуженный деятель науки и техники РСФСР» (1962)[21]